# Sigbert Heister

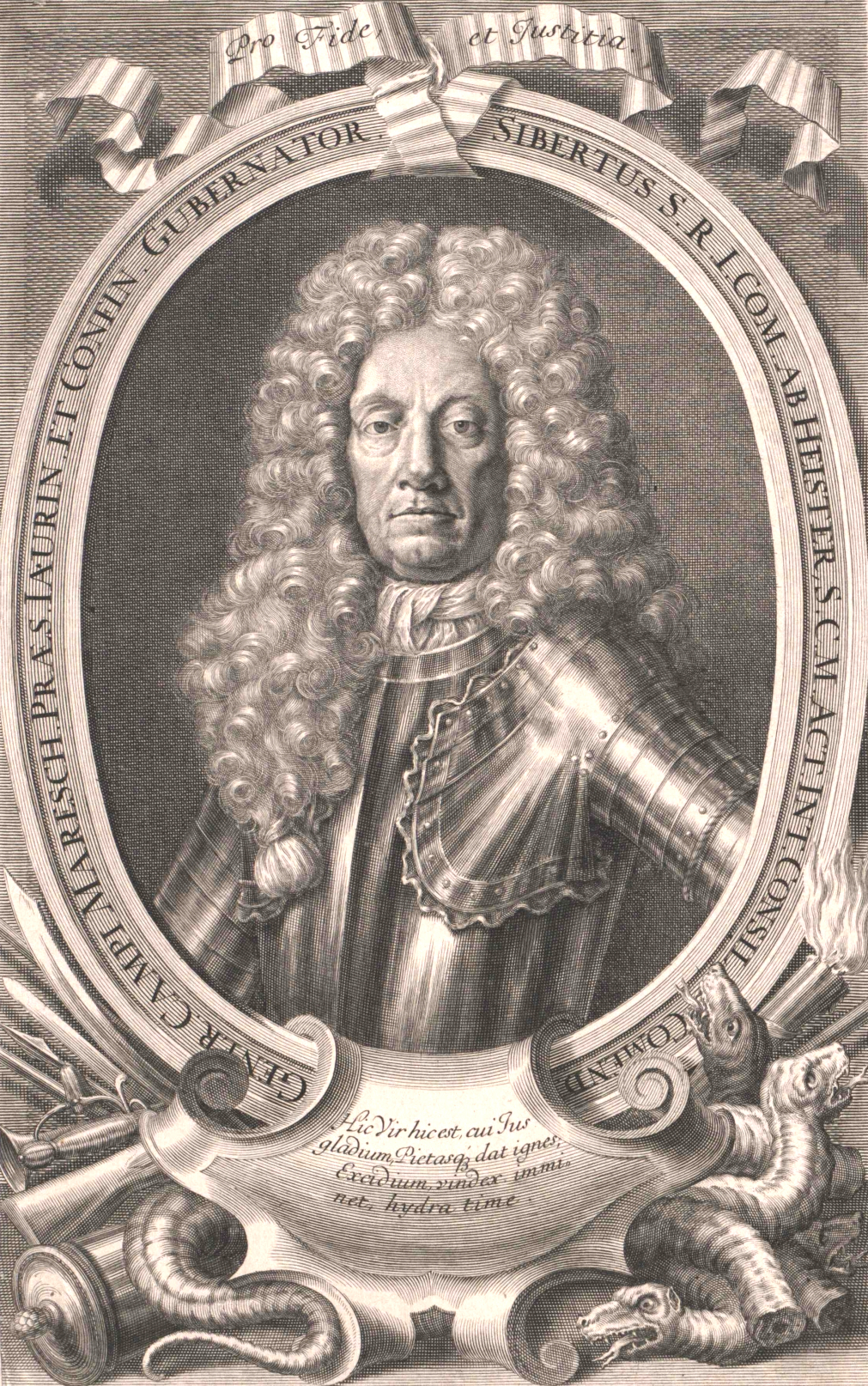
Porträt von Sigbert Graf Heister

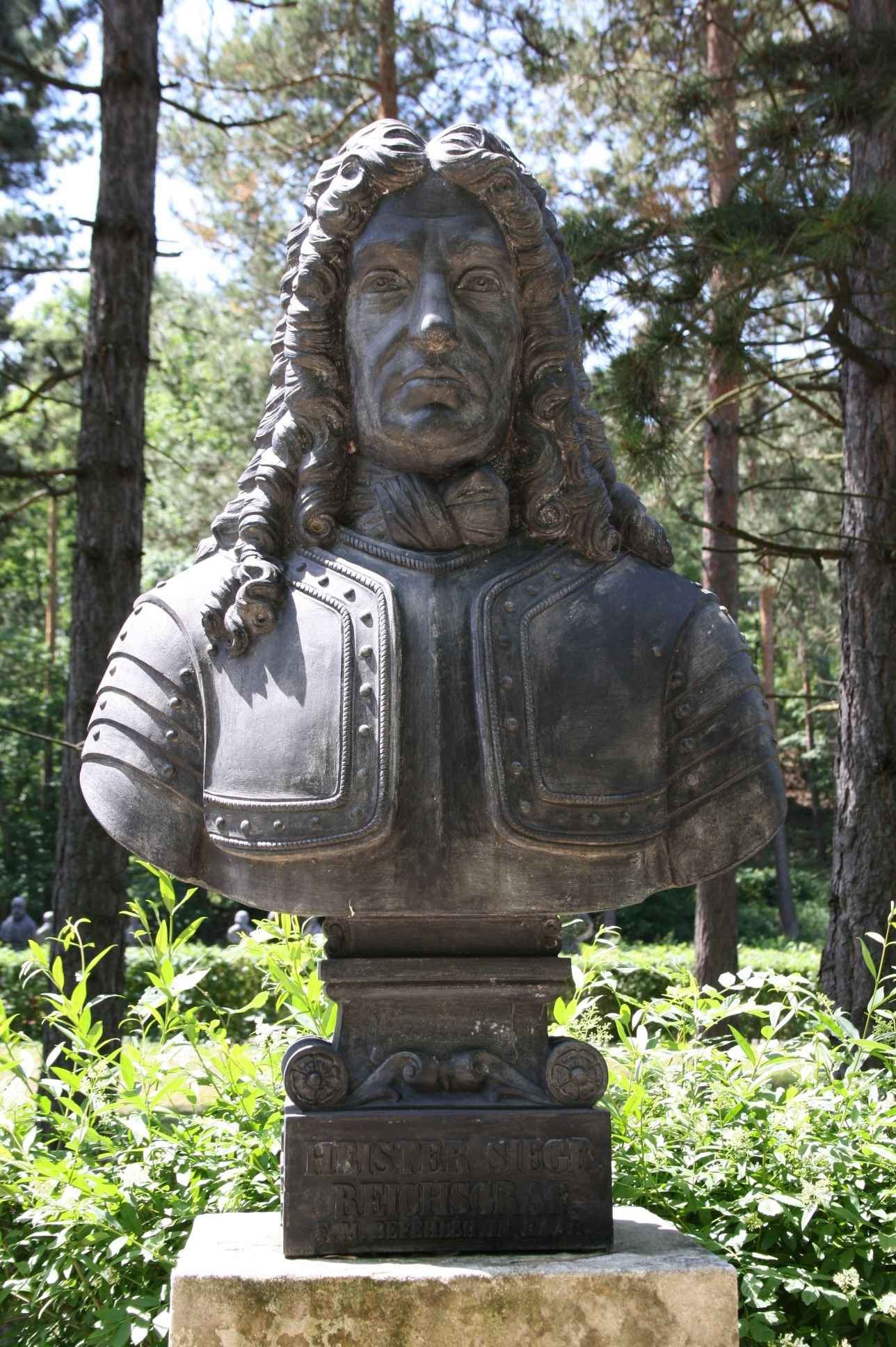
Büste von 1849 in der Gedenkstätte Heldenberg

Sigbert Graf Heister (* 1646 in Kirchberg an der Raab, Steiermark; † 22. Februar 1718 ebenda) war ein österreichischer Feldmarschall.

## Abstammung
Seine Eltern waren Freiherr Gottfried von Heister (1609–1679), Vizepräsident des Kaiserlichen Hofkriegsrats und dessen Ehefrau Maria Anna von Virmond. Sein Bruder Hannibal Joseph († 1719) wurde kaiserlicher Generalmajor und Kommandant in Kroatien.

## Leben
Sigbert Heister begann 1664 mit 18 Jahren seine militärische Karriere in der kaiserlichen Nordarmee im Türkenkrieg 1663/1664 unter Jean-Louis Raduit de Souches, die die Stadt Levice zurückerobern und ein osmanisches Entsatzheer schlagen konnte. Im Kampf gegen Frankreich während des Holländischen Krieges zeichnete Heister sich durch persönliche Tapferkeit aus. Am 6. Juni 1678 wurde er bei den Kämpfen um die Brücke von Rheinfelden schwer verwundet. Im Jahr 1682 erhielt er vom Kaiser den Auftrag, ein Regiment anzuwerben, zu dessen Obrist er ernannt wurde.
1683 nahm er am Entsatz Wiens von der türkischen Belagerung teil und kämpfte danach in den weiteren Feldzügen des Großen Türkenkriegs. 1686 wurde er zum Generalmajor ernannt. Heister führte die gesamte Infanterie des Prinzen Ludwig von Baden 1689 in den Schlachten von Batocina und Nissa. Am 3. März 1692 wurde er zusammen mit seinem Bruder in den Reichsgrafenstand erhoben und erhielt zudem die Beförderung zum Feldmarschallleutnant. 1697 befehligte er in der Schlacht bei Zenta unter Eugen von Savoyen den rechten Flügel der Kaiserlichen.
Seine finanziellen Mittel erlaubten es ihm, die Herrschaft in Kirchberg, seinem Geburtsort, für 60.000 Gulden zu kaufen.
1704 ließ er dort den verfallenen Wehrbau früherer Herren Kirchbergs abreißen und einen wohnlichen Schlosskomplex anlegen, den er nach und nach um mehrere Fischteiche, eine große Viehzucht edler Pferde und Rinder und sogar eine Orangerie erweitern ließ.
Im Spanischen Erbfolgekrieg wurde er 1703 in Bayern und Tirol eingesetzt. Die Kuruzenaufstände erforderten nun allerdings ein größeres Maß an Aufmerksamkeit, denn während der Großteil der Armee unter Prinz Eugen gegen die Franzosen und Bayern kämpfte, streiften die Scharen der „Malcontenten“ („Unzufriedene“, wie die Kuruzen von zeitgenössischen deutschen Quellen auch genannt wurden) bereits bis zu den Wiener Vororten. Eilig ließ man um die Hauptstadt Befestigungen aufwerfen („Die Linie“).
Heister wurde zum Feldmarschall ernannt und übernahm das Kommando über eilig zusammengestellte Truppen, mit denen er im Mai 1704 bei St. Niclas eine Heeresabteilung der Kuruzen unter Graf Alexander Károlyi angriff und teils vernichtete, teils in die Flucht schlug.
Im weiteren Verlauf des Jahres gelang es ihm noch mehrmals, die Aufständischen zur Schlacht zu stellen und zu schlagen (22. Juni. bei Győr/Raab, 26. Dezember 1704 bei Tyrnau). Dabei er trachtete danach, den Kampf zurück zur Quelle des Aufstands, nach Ungarn und Oberungarn zu tragen.
Dort ging Heister mit eiserner Härte vor; da der kaiserliche Hof allerdings immer noch hoffte, die Ungarn durch Verhandlungen zum Frieden zu bewegen, beorderte man Heister zwischendurch nach Wien, wo er sich für sein Vorgehen rechtfertigen musste.
Trotz der gewonnenen Schlacht bei Tyrnau, in der Heister persönlich die entscheidende Kavallerieattacke anführte, die feindliche Infanterie komplett aufrieb (es wurde von fast 2000 Toten und 3000 Gefangenen berichtet), 14 Geschütze und über 30 Fahnen der Ungarn eroberte, wurde er vom Kriegsschauplatz abberufen und das Kommando an General d’Erbeville übergeben.
Die nächsten Jahre stand Heister unter Ludwig von Baden und unter Markgraf Christian Ernst von Bayreuth am Rhein. 1708 erhielt er jedoch erneut das Oberkommando in Ungarn, nachdem weder d´Erbeville noch dessen Nachfolger den Aufstand hatten beenden können. Am 4. August 1708 kam es dann zur entscheidenden Schlacht bei Trentschin, in der Heisters Truppen den mehr als doppelt so starken Feind schlugen. Später wurde das Oberkommando Heisters an den ungarischen Kavallerieführer Johann Pálffy übertragen, der, frisch zum Feldmarschall befördert, den Feldzug teils durch siegreiche Gefechte, teils durch geschickte Verhandlungen 1711 zum Abschluss brachte.
Heister diente 1716 im wieder aufflackernden Türkenkrieg erneut unter Prinz Eugen, zunächst im Banat und am 22. August 1717 in der siegreichen Schlacht um Belgrad, in der sein älterer Sohn fiel. Den Tod des Sohnes konnte Heister wahrscheinlich nicht verwinden.
Im folgenden Jahr starb er in seinem Schloss in Kirchberg; er wurde in der örtlichen Pfarrkirche beigesetzt, wo heute eine Steintafel in lateinischer Sprache seine Taten rühmt.
Im Jahr 1876 wurde in Wien-Brigittenau (20. Bezirk) die Heistergasse nach ihm benannt.

## Familie
Er war viermal verheiratet. Seine erste Frau war Anna Maria von Zinzendorf, die Tochter des Grafen Ferdinand von Zinzendorf und dessen Ehefrau Rebecka Regina von Gienger. Dieser Ehe entstammen seine beiden Söhne:
- Rudolf (⚔ 21. September 1717 vor Belgrad) Feldmarschallleutnant

⚭ Eleonore von Khuenburg
⚭ Maria Josepha von Gleisbach († 5. April 1749)
- Johann Albert (* 1676; † 16. Oktober 1746) Feldmarschallleutnant und Hofkriegsrat  ⚭ 5. Mai 1711 Gabriele Josepha von Kaunitz (* 2. April 1690; † 6. März 1769)[6]